# 17439 Juliesan
17439 Juliesan è un asteroide della fascia principale. Scoperto nel 1989, presenta un'orbita caratterizzata da un semiasse maggiore pari a 3,1664474 UA e da un'eccentricità di 0,0276183, inclinata di 9,53692° rispetto all'eclittica.